# Pavimento desértico

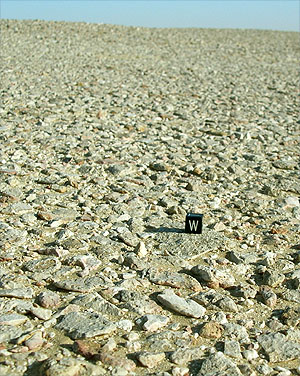
Reg en el desierto. La escala del cubo es de 1 cm.

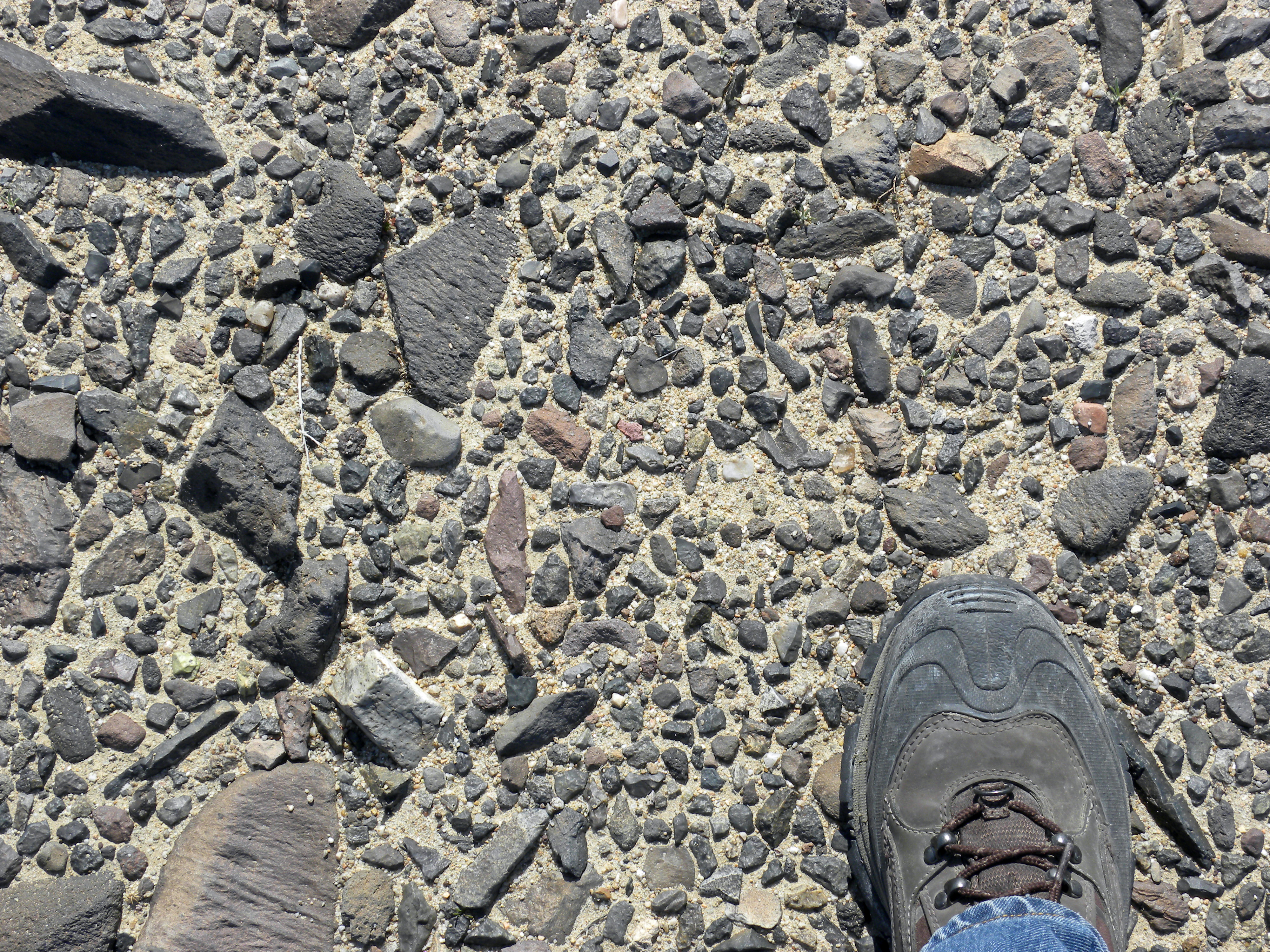
Pavimento desértico en el desierto de Mojave, cerca de Barstow, California.

Un pavimento desértico, a veces también pavimento pedregoso, es una superficie del desierto que está cubierta únicamente con cantos, guijarros y fragmentos de roca apretados, entrelazados y redondeados. Cuando se superponen varias capas de fragmentos gruesos se forma un pavimento empedrado o de mosaico.
Dependiendo de su localización, reciben nombres locales como reg, hamada o gibber, con pequeñas características que los diferencian.

## Formación
Se han propuesto varias teorías para su formación. La teoría más común es que se forman por la eliminación gradual de la arena, polvo y otros materiales de grano fino por la acción del viento y la lluvia intermitente, dejando sólo los fragmentos más grandes atrás. Esto no continua indefinidamente, sin embargo, porque una vez que el pavimento se ha formado, puede actuar como una barrera a una mayor erosión. En segundo lugar, se ha propuesto que las formas del pavimento desértico derivan de las propiedades de contracción y expansión de la arcilla situada bajo el pavimento; cuando la precipitación es absorbida por la arcilla provoca que se expanda y más adelante, cuando se seca, se agrieta a lo largo de los planos de debilidad. Esta acción geomórfica se cree que tienen la capacidad de transportar pequeñas piedras a la superficie a lo largo del tiempo; permanece de esta manera debido a la falta de precipitaciones abundantes que de otra manera destruirían el desarrollo del pavimento a través del transporte de los clastos o de un excesivo crecimiento vegetativo.
Por último, una nueva teoría sugiere que se forma como consecuencia de la compresión del material de grano fino que se infiltra por debajo de la superficie rocosa. Esta superficie sigue siendo empujada hacia arriba por encima del material de grano fino por la actividad microbiana que hace que pequeñas burbujas que ayudan a aumentar los materiales de grano más grueso en su capa superficial; este ciclo de eventos puede seguir hasta formar una espesa capa de polvo soplado por el viento por debajo del pavimento en milenios. Con frecuencia, las piedras se pulen por la abrasión del polvo por el viento e incluso pueden quedar reducidas a formas aerodinámicas, con la punta estrecha en el lado de barlovento, convirtiéndose en ventifactos.
Las superficies del pavimento desértico están a menudo cubiertas con barniz desértico que es de un color marrón oscuro, a veces una capa brillante que contiene minerales de arcilla. En los EE. UU. se puede encontrar un famoso ejemplo en Newspaper Rock, en Canyonlands, Utah.

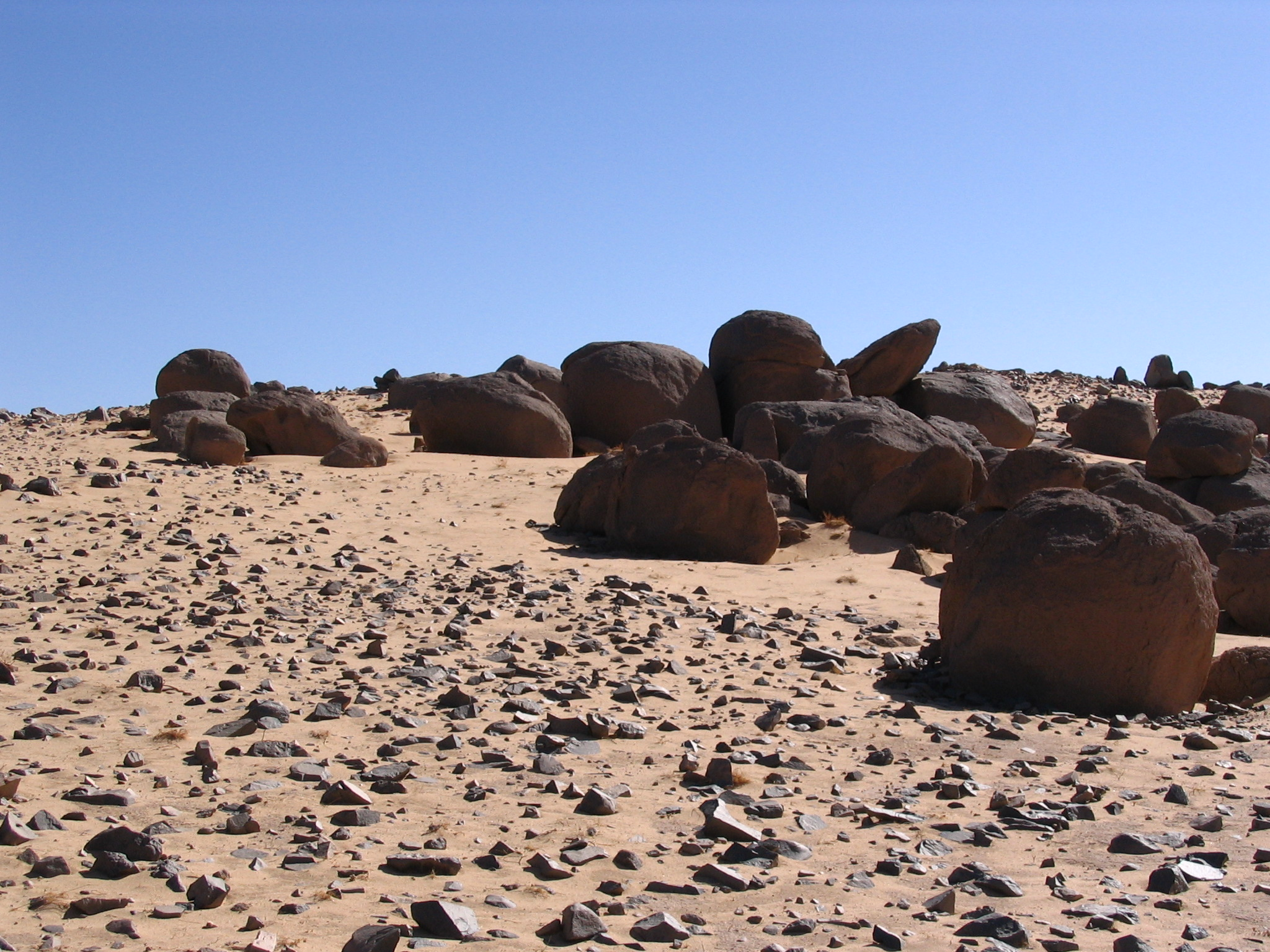
Pavimento desértico en el Macizo de Hoggar, en el Sáhara central, al sur de Argelia.

## Denominaciones locales

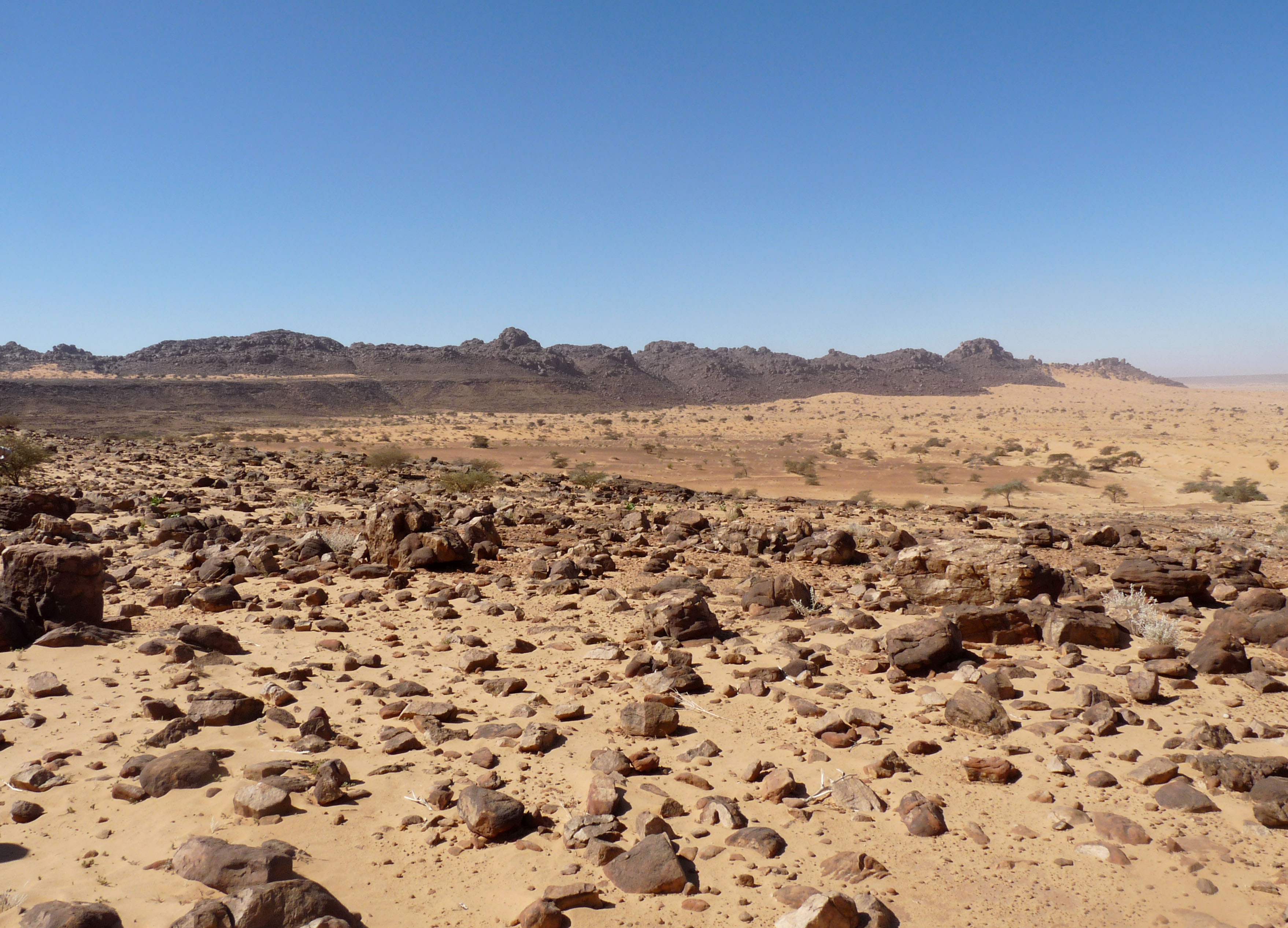
El desierto conocido como Reg de Adrar, en Mauritania.

Los desiertos pedregosos puede ser conocidos por diferentes nombres según la región. Algunos ejemplos son los siguientes:

### Reg
En el norte de África, una vasta llanura del desierto se conoce como reg. Este término se usa por contraste con mar de dunas, que se refiere a una zona del desierto cubierta de arena.

### Gibbers
Los pavimentos desérticos cubren extensas áreas en Australia y allí se llaman Gibber Plains (llanuras Gibber ), por las canicas o gibbers, y también se utiliza Gibber en la descripción de las comunidades ecológicas, tales como Gibber Chenopod Shrublands o Gibber Transition Shrublands.

### Hamada

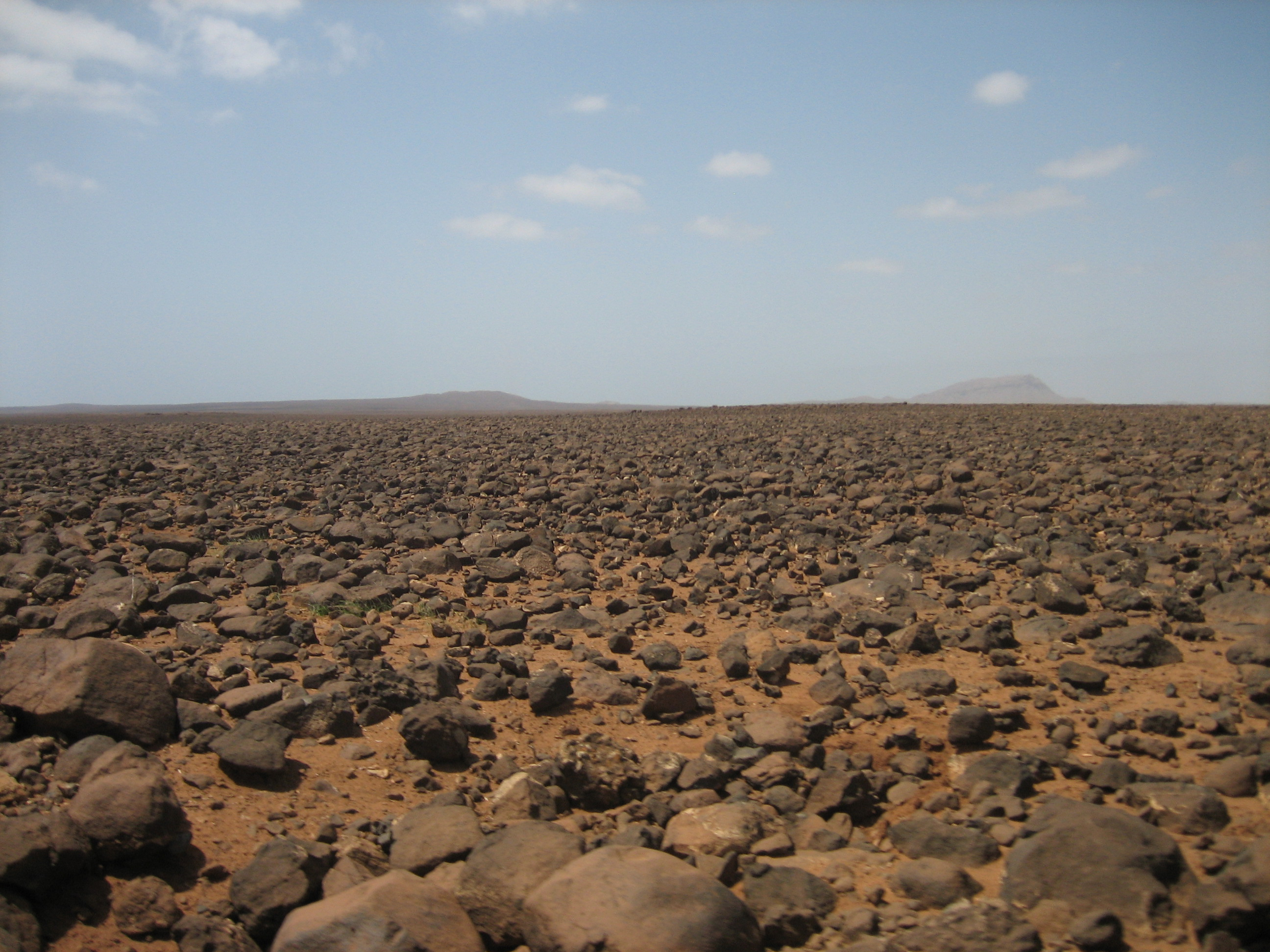
Hammada en la Isla de Boa Vista, Cabo Verde.

Una hamada es un término que se suele usar para describir una superficie cubierta de piedras sueltas en el Sahara.